# バベル山
バベル山（フランス語: mont Babel）はカナダ・ケベック州コート・ノール地域のマニクアガン湖に囲まれたルネ・ルヴァスール島の最高峰。標高952mでマニクアガン湖の湖面からの比高は590m。ルイ・バベル自然保護区の中に位置する。
山名はインヌ族（旧称：モンタニェ族）とナスカピ族へのキリスト教布教の中心人物とされるカトリックの宣教師ルイ・バベル（1826～1912）を記念して付けられた。
2億1000万年前に隕石の衝突によって山が形成されたとされ、衝撃で変成してできた構造が古くから地質学者の関心を引いている
。
バベル山は生物学者にとっても恰好の調査地域である。山頂に近付くにつれて気候条件が山地性から高山気候まで変化するために北方林からツンドラへの急激な植生の変化が起こり、遥かに北方で見られる様な地衣類などの北極圏に分布する植物のみが生育する。